# تشارواماق الشرقية الريفية
تشارواماق الشرقية الريفية (بالفارسية: دهستان چاراویماق شرقی) هي منطقة سكنية تقع في ناحية شاديان في إيران. يقدر عدد سكانها بـ 7,630 نسمة .